# Volkmar Gessner
Pour les articles homonymes, voir Gessner.
Volkmar Gessner, né le 9 octobre 1937 et mort le 8 novembre 2014 à Hambourg, est un sociologue et magistrat allemand, ainsi qu'un chercheur en sociologie du droit.
De 1992 à 2003, il fut professeur à l’université de Brême en Allemagne.

## Biographie

### Formation académique
Volkmar Gessner a étudié le droit et la sociologie à l’université de Munich. Il a complété sa formation juridique à l’université de Münster où il a obtenu son doctorat en 1969. Il a achevé en 1975 son second doctorat - ou habilitation – au département de sociologie de l’université de Bielefeld, avec une étude sur les différentes sortes de procédure de résolution des conflits en droit privé, à partir d’un travail empirique mené pendant presque deux ans à Mexico. Ce travail a été publié sous le titre de Recht und Konflikt (Droit et conflit), publié en 1976.

### Activité professionnelle
Après avoir exercé les fonctions de juge à Münster et Recklinghausen, il a travaillé comme chercheur au Max-Planck-Institut für ausländisches und internationales Privatrecht (de) à Hambourg de 1970 à 1982 où il fonde, en 1975, un groupe de recherche socio-juridique. Il a été un des pionniers de l’interdisciplinarité dans l’Institut.
En 1982, il est nommé professeur de sociologie du droit à la faculté de droit de l'université de Brême. Il sera également l’un des directeurs du Zentrum für Europäische Rechtspolitik, nouvellement créé à Brême. Il a été professeur invité à l'université de Californie à Santa Barbara, à Fribourg (Suisse), à Istanbul (Turquie), à Tepic (Mexique).
À sa retraite de l’université de Brême, en 2003, il a exercé, pendant deux ans, les fonctions de directeur scientifique de l’Institut international de sociologie du droit d’Oñati (Espagne). 
Par ses publications et ses responsabilités scientifiques, Volkmar Gessner a été un acteur important du développement de la sociologie du droit contemporaine. En 1988, alors qu’il était secrétaire du Comité de recherche en sociologie du droit (Association internationale de sociologie), il a joué un rôle déterminant dans la création de l'Institut international de sociologie du droit (IISL) à Oñati, Espagne et s’est particulièrement impliqué dans la création du master international de sociologie du droit en 1990.
Ses travaux académiques ont principalement porté sur la résolution des conflits, les cultures juridiques et sur l’importance de la sécurité juridique dans un monde globalisé. Pour l’ensemble de son œuvre, il a reçu le prix Adam Podgorecki (Comité de recherche en sociologie du droit) en 2013.

## Publications

### Ouvrages
- El otro derecho comparado. Ensayos sobre cultura y seguridad juridica en la era de la globalization, traduction et édition de Hector Fix-Fierro, Universidad Nacional Autonoma de Mexico, 2013.
- European Legal Cultures, Aldershot, Dartmouth, 1996 (avec Armin Höland et Csaba Varga).
- Cost of Judicial Barriers for the Consumer in the Single Market, Commission of the European Union, Luxembourg: Office for Official Publications, 1995 (avec Hanno von Freyhold, Enzo Vial et Helmut Wagner).
- Recht und Konflikt : eine soziologische Untersuchung privatrechtlicher Konflikte in Mexiko, Tübingen, 1976  (ISBN 3-16-638382-4)
- Der Richter im Staatenkonflikt: Eine Untersuchung am Beispiel des Völkerrechtsverkehrs der amerikanischen Republiken, Berlin, Duncker u. Humblot, 1969.

### Direction d’ouvrage
- Normenerosion, Baden-Baden, Nomos, 1996 (avec Monika Frommel)
- Socio-Legal Research and Policy Studies, Law and Policy no 2 et 3, 1988, Vol. 10, (avec John Thomas).
- Selbstverwaltungswirtschaft - gegen Wirtschaft und Recht?, Bielefeld, 1987  (ISBN 3-921680-66-2) (avec Armin Höland, Jürgen Daviter).
- Gegenkultur und Recht, Baden-Baden, Nomos, 1985 (avec W. Hassemer)
- Los conflictos sociales y la administración de justicia en México, Mexico: Universidad Nacional Autónoma de México, 1984.
- Rechtsformen der Verflechtung von Staat und Wirtschaft, Jahrbuch für Rechtssoziologie und Rechtstheorie, vol. 8, Opladen: Westdeutscher Verlag, 1982 (avec G. Winter).
- Der Sozialplan im Konkursunternehmen. Die Praxis eines autonomen Regelungsmodells im Schnittpunkt von Arbeits - und Konkursrecht, Cologne, 1982 (avec K. Plett).
- Umweltschutz und Rechtssoziologie, Bielefeld, Gieseking, 1978 (avec W. Harth, F. Hirtz, O. Kießler, K. Ziegert).
- Gastarbeiter in Gesellschaft und Recht, Munich, Beck 1974 (Beck'sche Schwarze Reihe, vol. 108) (avec T. Ansay).